# Gallegos de Argañán
Gallegos de Argañán – gmina w Hiszpanii, w prowincji Salamanka, w Kastylii i León, o powierzchni 47,14 km². W 2011 roku gmina liczyła 312 mieszkańców.